# Järfälla község
Järfälla község (svédül: Järfälla kommun) Svédország 290 községének egyike. Stockholm megyében található, székhelye Jakobsberg.

## Települések
A község települései:
| Település | Népesség | Megjegyzés                                                  |
| --------- | -------- | ----------------------------------------------------------- |
| Stockholm | 65 968   | A község székhelye, Jakobsberg is Stockholm részének számít |

## Népesség
| Lakosok száma | 69 868 | 76 453 | 78 480 | 79 990 | 81 274 | 83 170 | 85 460 | 86 330 | 88 950 |
|               | 2014   | 2017   | 2018   | 2019   | 2020   | 2021   | 2022   | 2023   | 2024   |